# Românii din Austria
Românii din Austria (în germana austriacă Rumänen in Österreich) formează unul dintre cele mai mari grupuri etnice din Austria. Potrivit Institutului Național de Statistică din Austria, la 1 ianuarie 2021 erau înregistrați oficial 131.788 de cetățeni români. România se află pe poziția a doua în clasamentul statelor de proveniență ale cetățenilor străini din Austria, după Germania. Orașele cu cele mai mari comunități de români sunt Viena și Graz.